# Rencontres de l'Imaginaire
Rencontres de l'Imaginaire est un festival de science-fiction, de fantasy et de fantastique organisé de 2004 à 2019 à Sèvres (Hauts-de-Seine). Il se déroulait traditionnellement en automne, fin novembre ou début décembre de chaque année.

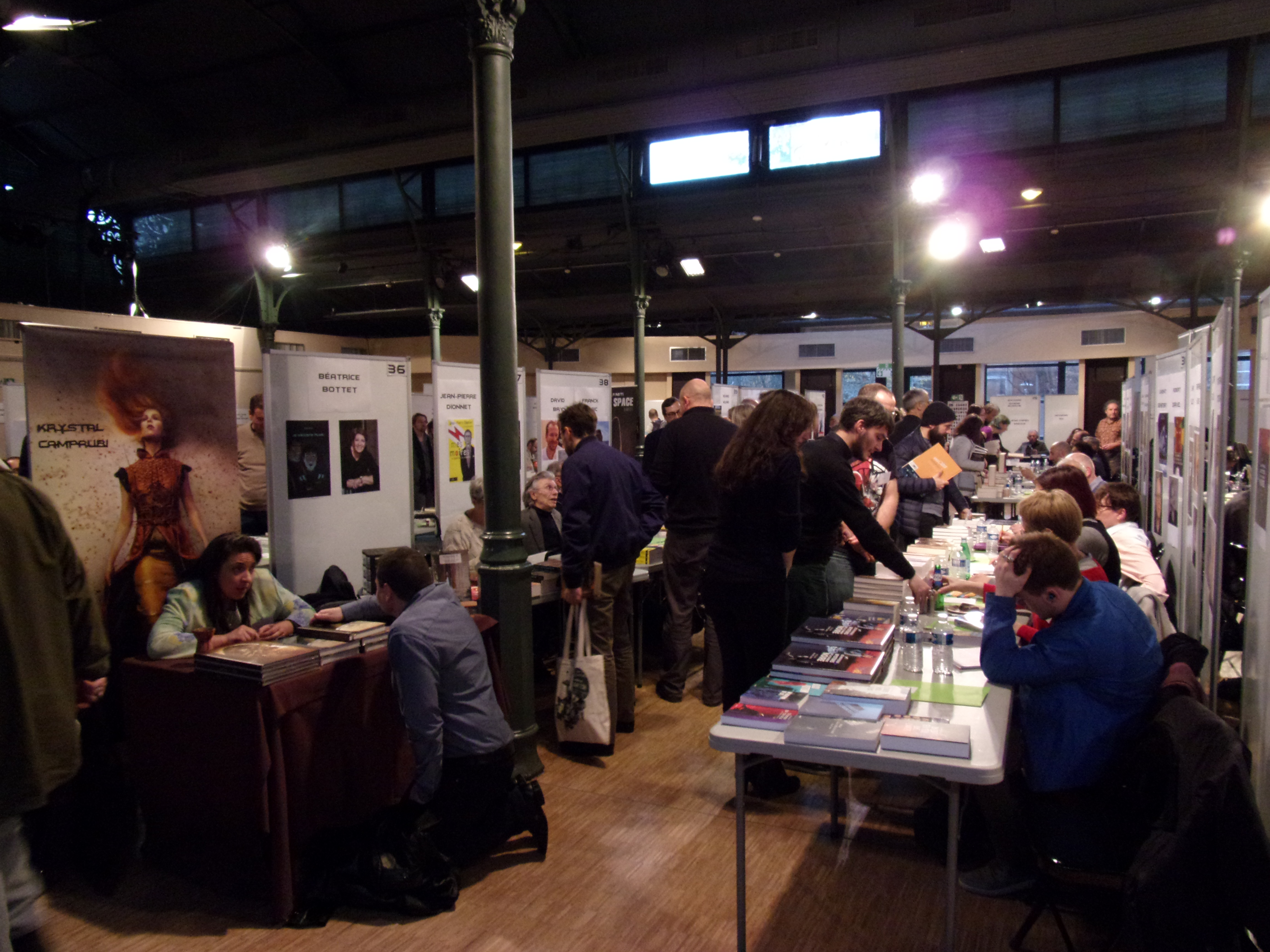
Rencontres de l'Imaginaire à Sèvres fin novembre 2019.

Chaque année de 2011 à 2019, le Prix ActuSF de l'uchronie était remis au lauréat lors du festival.
En 2020, les rencontres sont annulées en raison de la situation sanitaire liée au covid-19.
Le 30 juin 2021, il est annoncé que le festival ne sera plus renouvelé.

## Éditions
- 1re édition : automne 2004
- 2e édition : automne 2005
- 3e édition : automne 2006
- 4e édition : automne 2007
- 5e édition : automne 2008
- 6e édition : automne 2009
- 7e édition : automne 2010
- 8e édition : automne 2011
- 9e édition : automne 2012
- 10e édition : automne 2013
- 11e édition : 13 décembre 2014[3]
  - Invité d'honneur : René Reouven
  - Lauréat du prix ActuSF de l'Uchronie : Christophe Lambert
- 12e édition : 28 novembre 2015[4]
  - Invité d'honneur : Pierre Bordage
  - Lauréat du prix ActuSF de l'Uchronie : Jean-Luc Marcastel
- 13e édition : 26 novembre 2016[5]
  - Invité d'honneur : Brian Stableford
  - Lauréats du prix ActuSF de l'Uchronie : Estelle Faye
- 14e édition : 25 novembre 2017[6]
  - Invité d'honneur : Jean-Michel Nicollet
  - Lauréat du prix ActuSF de l'Uchronie : Jo Walton
- 15e édition : 24 novembre 2018[7]
  - Invité d'honneur : Peter F. Hamilton
  - Lauréat du prix ActuSF de l'Uchronie : Floriane Soulas
- 16e et dernière édition : 30 novembre 2019[8]
  - Invité d'honneur : Jean-Baptiste Baronian
  - Lauréat du prix ActuSF de l’Uchronie : Johan Heliot[9]

## Compléments